# 秦皇岛市第七中学
秦皇岛市第七中学是中华人民共和国河北省秦皇岛市的一所全日制初级中学，由中国诗人臧克家题写校名。

## 历史
- 秦皇岛市第七中学创办于1974年。
- 于2010年与秦皇岛市第十一中学合并。后开设新校区，位于秦皇岛市区在水一方社区附近。第七中学将一、三年级和二年级分开管理，初二年级部在西校区, 初一、三年级部位于东校区。